# Franz Susemihl
Franz Susemihl (Laage, 10 dicembre 1826 – Firenze, 30 aprile 1901) è stato un filologo classico tedesco.

## Biografia
Studiò lingue antiche a Lipsia e Berlino e dal 1848 insegnò lezioni al Domgymnasium di Güstrow. Nel 1852 ottenne la sua abilitazione presso l'Università di Greifswald, dove nel 1863 divenne professore ordinario di filologia classica. Nel 1875-76 fu rettore all'università.
Susemihl è in gran parte ricordato per i suoi scritti su Platone e Aristotele. Tra i suoi scritti migliori ci sono "Die genetische Entwickelung der platonischen Philosophie" (Sviluppo genetico della filosofia platonica, 1855-60), e un trattato sulla storia della letteratura alessandrina intitolato "Geschichte der griechischen Litteratur in der Alexandrinerzeit" (1892). Susemihl morì il 30 aprile 1901 a Firenze, in Italia.

## Opere principali
- "Die Lehre des Aristoteles vom Wesen des Staats und der verschiedenen Staatsformen. Ein Vortrag". Greifswald (1867).
- "Die genetische Entwickelung der Platonischen Philosophie einleitend dargestellt..", B. G. Teubner, Leipzig (1855–1860; prima parte 1855), seconda parte nel 1857).
- "Die Geschichte der griechischen Litteratur in der Alexandrinerzeit", due volumi; B. G. Teubner, Leipzig, (primo volume 1891, secondo volume 1892)